# Гомперц, Теодор
Теодо́р Гомпе́рц (нем. Theodor Gomperz; 29 марта 1832, Брюнн, Австрийская империя — 29 августа 1912, Баден, Австро-Венгрия) — немецкий философ-позитивист и филолог, историк античной философии. Отец философа Генриха Гомперца.
Главное сочинение по античной философии — популяризаторское «Греческие мыслители» (т. 1—3, 1893—1909).
Родился в еврейской купеческой семье. Окончил Венский университет, где с 1873 года — профессор классической филологии.
Член-корреспондент СПбАН c 03.12.1883 по Историко-филологическому отделению (разряд классической филологии и археологии).

## Семья
- Родители — Филипп Йошуа Фейбельман Гомперц (1782—1857) и Генриетта Аушпиц (1792—1881).
- Сёстры — Йозефина фон Вертеймштейн[нем.] (1820—1894) и Софи фон Тодеско[нем.] (1825—1895), содержали известные в Вене салоны[9].
- Братья — Макс фон Гомперц[нем.] (1822—1913), австрийский банкир и промышленник; Юлиус фон Гомперц (1823—1909), индустриалист (был женат на певице Каролине фон Гомперц-Беттельхейм, сестре филолога и переводчика Антона Беттельхейма[нем.]).

## Научная деятельность
Филология
Заслуги его по классической филологии заключаются главным образом в разборе и расшифровке геркулановских папирусов, заключающих остатки эпикурейской философии. Написал ещё: «Philodemi de ira liber» (Лпц., 1864); «Beiträge zur Kritik und Erklärung griech. Schriftsteller» (Вена, 1875—76) и др. «Греческие мыслители» (Griechische Denker, Bd. 1-3,1896-1909, рус. пер. 1911-13) — главный труд его жизни, непревзойденный и по нынешний день по широте охвата многочисленных проблем, универсальности анализируемого фактического материала, богатству привлекаемых источников.
Философия
Испытав сильное влияние Джона Стюарта Милля (перевод чьего полного собрания сочинений 1869—80 в Лейпциге выпустил Гомперц) стал позитивистом. Гомперцом была выдвинута мысль о научной ценности физических теорий древности. Также он считал, что софисты сыграли большую роль в качестве просветителей и полагал незначимость античной диалектики. Гомперц сделал ряд удачных попыток установить подобие между греческими мыслителями и собственной современностью. С одной стороны это внесло большую жизненность в его труды, но в то же время он античную философию подверг модернизации.

## Научные труды
- Hericulanische Studien, 1885;
- Zu Heraklit’s Lehre und den Ueberresten seines Werkes, W., 1887
- Über die Charakt ere Theophrast’s, W., 1888.
- Zu Aristoteles Poetik. W., 1888;
- Griechische Denker, Bde 1—3. W., 1896—1909;
- Essays und Lebenserinnerungen. W., 1905; («Очерки и воспоминания») — автобиография
- Hellenika. Ausgewählte Aufsätze, 2 Bde. W., 1912.
- Briefe und Aufzeichnungen, Bd 1, W., 1936

переводы на русский язык
- Жизнепонимание греческих философов и идеал внутренней свободы, СПБ, 1912.
- Теодор Гомперц. Греческие мыслители / пер. с нем. Д.Жуковского и Е.Герцык. — СПб.: Алетейя, 1999. — 606 + 272 с. — (Античная библиотека.  Исследования). — 2500 экз. — ISBN 5-89329-135-2.

Похоронен на венском Дёблингском кладбище.